# Andrea Rodrigues
Andrea Christine Rodrigues (* 6. Januar 1990 in Saint Petersburg, Florida) ist eine ehemalige portugiesische Fußballspielerin.

## Karriere

### Vereine
Aus einer Mischehe (Vater Adelino Portugiese, Mutter Hortencia Brasilianerin) hervorgegangen, in Saint Petersburg geboren und aufgewachsen, spielte Rodrigues zunächst für den Chargers Soccer Club aus Clearwater in der Tampa Bay Area und unweit von ihrem Geburtsort entfernt das erste Mal Vereinsfußball. Im weiteren Verlauf gehörte sie dem Tampa Bay Club Sport an. Während ihrer Schulzeit an der St. Petersburg Highschool spielte sie für die Green Devils, der Schulsport-Mannschaft, deren Spielführerin sie drei Jahre in Folge gewesen ist. hervorgegangen, in Saint Petersburg geboren und aufgewachsen, spielte Rodrigues zunächst für den Chargers Soccer Club aus Clearwater in der Tampa Bay Area und unweit von ihrem Geburtsort entfernt das erste Mal Vereinsfußball. Im weiteren Verlauf gehörte sie dem Tampa Bay Club Sport an.
Mit ihrem Abschluss an der Bildungseinrichtung begab sie sich an die University of Central Florida in Orlando, um sich dem Studium im Hauptfach Werbung und Öffentlichkeitsarbeit zu widmen. Für das Sport-Team der Bildungseinrichtung, die Knights, kam sie von 2008 bis 2012 in mehr als 50 Meisterschaftsspielen der Big 12 Conference innerhalb der NCAA Division I zum Einsatz, in denen ihr sieben Tore gelangen. In jeder Spielzeit erzielte sie mindestens ein Tor, auch in der Spielzeit 2009, in der sie lediglich drei Spiele bestreiten konnte und verletzungsbedingt bis zum Beginn der Spielzeit 2010 aussetzen musste.
Nach Abschluss ihres Studiums gehörte sie in der Spielzeit 2014 dem in der Sunshine Division der WPSL vertretenen Tampa Bay Hellenic an, für den sie zu Punktspielen kam.

### Nationalmannschaft
Rodrigues debütierte als Nationalspielerin für den FPF in der A-Nationalmannschaft. Für diese bestritt sie in fünf Jahren (außer im Jahr 2013) 13 Länderspiele.
Ihr Debüt erfolgte am 23. Juni 2010 in Cartaxo mit dem siebten Spiel der EM-Qualifikationsgruppe 7 beim 1:0-Sieg über die Nationalmannschaft Sloweniens und ihrer Einwechslung für Sofia Vieira in der 58. Minute. Ihr zweites und drittes Länderspiel bestritt sie am 23. und 25. August 2011 gegen die Nationalmannschaft der Türkei, die in Caldas da Rainha und in Rio Maior mit 2:0 und 2:1 gewonnen wurden.
Ferner wurde sie im ersten und fünften bis achten Spiel der EM-Qualifikationsgruppe 7 berücksichtigt. Im ersten, fünften und sechsten EM-Qualifikationsspiel gelangen ihr insgesamt vier Länderspieltore. Ihre ersten beiden erzielte sie beim 8:0-Sieg über die Nationalmannschaft Armeniens in Jerewan mit den Treffern zum 2:0 und 5:0 in der siebten und 59. Minute. Gegen diese Mannschaft erzielte sie im Rückspiel in Cartaxo, beim 6:0-Sieg, das Tor zum 4:0 in der 58. Minute. Ihr viertes Länderspieltor gelang bei der 2:5-Niederlage gegen die Nationalmannschaft Tschechiens in Tondela mit dem Treffer zum 1:1 in der 20. Minute.
Zwischendurch kam sie bei der Teilnahme ihrer Mannschaft am Turnier um den Algarve-Cup 2012 in allen drei Spielen der Gruppe C und im Turnier abschließenden Spiel um Platz 9 bei der 0:1-Niederlage gegen die Nationalmannschaft Chinas in Faro am 7. März zum Einsatz. Im zweiten Gruppenspiel am 2. März in Parchal gelang ihr beim 4:0-Sieg über die Nationalmannschaft Ungarns mit dem Treffer zur 1:0-Führung in der zwölften Minute ihr viertes Länderspieltor. Ihr letztes Länderspiel hatte sie am 9. April 2014 in Sertã beim 1:0-Sieg über die Nationalmannschaft Griechenlands mit dem fünften Spiel der WM-Qualifikationsgruppe 5.